# August Martin Hoffmann

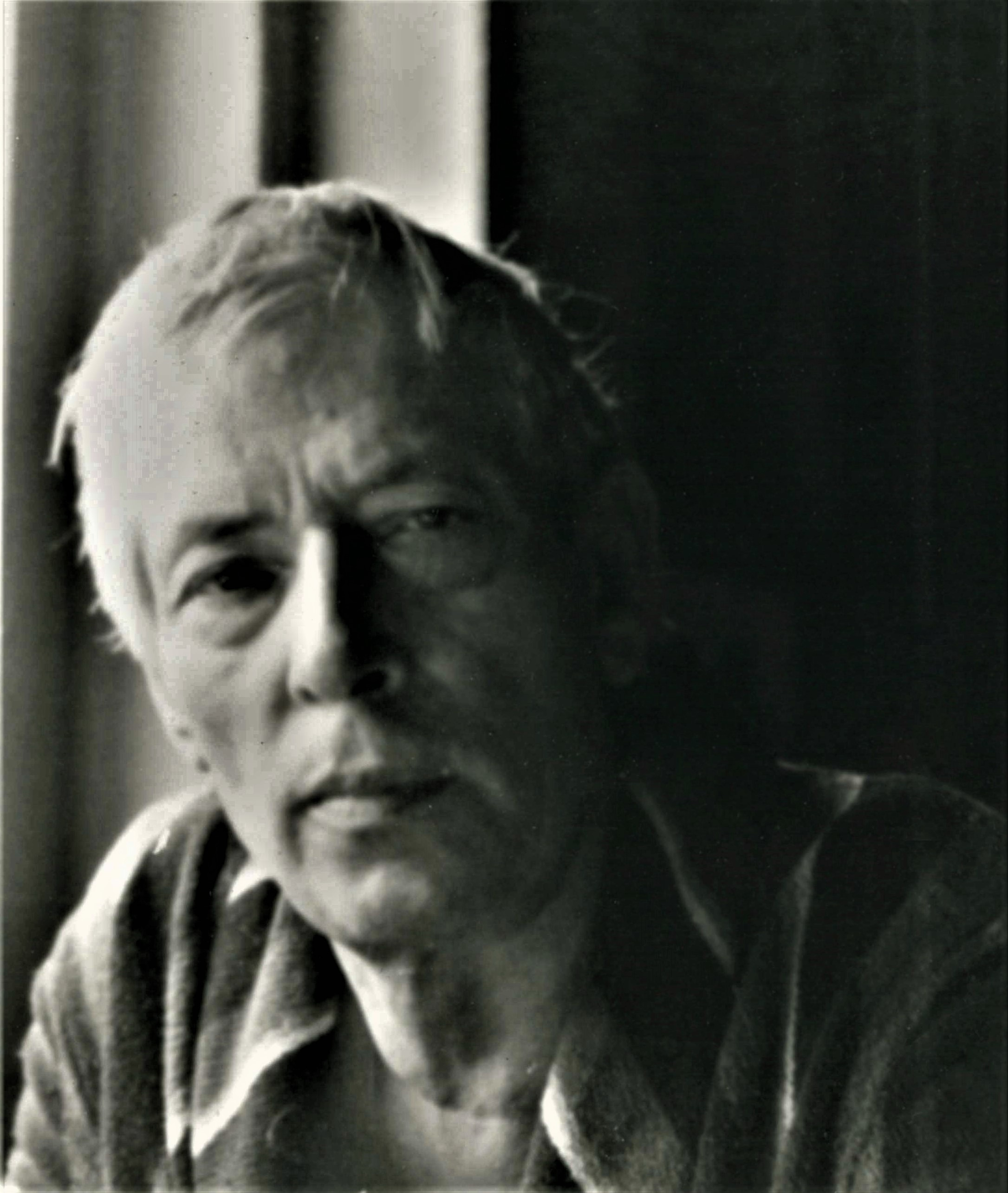
August Martin Hoffmann, 1985

August Martin Hoffmann (* 11. April 1924 in Herbolzheim; † 24. Juli 1985 in Schwerin) war ein deutscher Bildhauer.

## Leben
August Martin Hoffmann, Sohn eines Kleinbauern, erlernte nach seiner Schulzeit in den Motoren-Werken Neckarsulm den Beruf eines Werkzeugmachers und Stahlgraveurs. 1947 begann er eine Lehre zum Holz- und Steinbildhauer in Zwiefalten. Nach Ablehnung an der Münchener Kunstakademie studierte er ab 1953 an der Kunstakademie Düsseldorf bei Ewald Mataré. Nach einem Besuch Hoffmanns in der DDR noch im gleichen Jahr zog Mataré seine Mentorenschaft zurück, Hoffmann wechselte 1954 an die Hochschule für Bildenden Künste in Dresden zu Walter Arnold. Zu seinen Kommilitonen gehörten u. a. Wolfram Hesse, Joachim Liebscher, Marianne Traub und Leoni Wirth.
Nach dem Studium war Hoffmann freischaffend in Dresden tätig. 1967 siedelte er nach Schwerin um und war bis zu seinem frühen Tod an den Folgen eines Autounfalls dort künstlerisch tätig.
1981 beteiligte er sich mit weiteren acht Bildhauern auf dem Gelände des Leipziger Zoos am I. Internationalen Leipziger Bildhauer-Pleinair.
Hoffmann war Mitglied des Verbands Bildender Künstler der DDR und hatte in der DDR eine bedeutende Zahl von Einzelausstellungen und Ausstellungsbeteiligungen. Er wurde u. a. 1984 mit dem Fritz-Reuter-Kunstpreis des Rates des Bezirks Schwerin geehrt. Er erarbeitete mit dem Architekten Heinrich Handorf Giebel- und Fassadengestaltungen mit baugebundener Kunst an Plattenbauten. Seine Ehefrau Helga Hoffmann, geb. Asmussen (1927–2024) übergab den künstlerischen Nachlass 2022 in die Stadtgeschichtliche Sammlung des Museums der Landeshauptstadt Schwerin.

## Werke, Auswahl

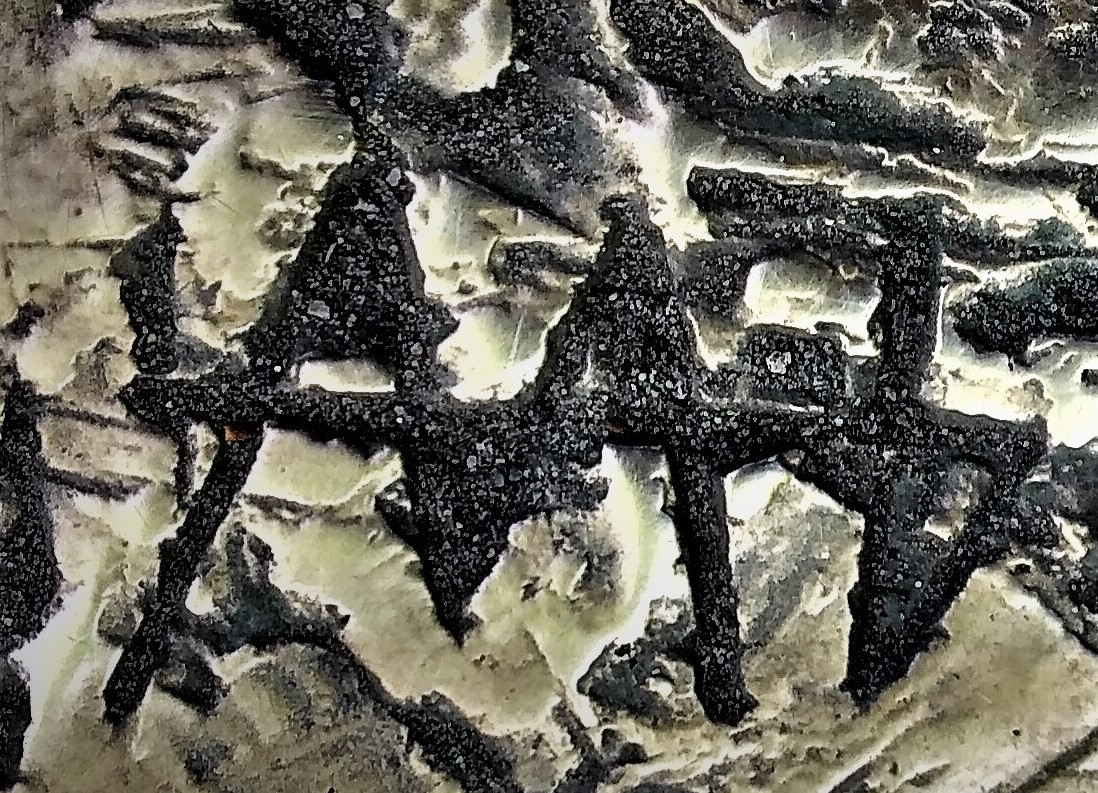
AMH = August Martin Hoffmann, Signatur 1969

- 1966: Bauer mit Kalb, Skulptur, Bronze, an der Hauptstraße in Berbisdorf (vormals im Kulturhaus Berbisdorf)[4]
- 1967: Kletternde Kinder, Skulptur, Bronze, am Bertolt-Brecht-Gymnasium Dresden
- 1967: Sitzende Sportlerin, Skulptur, Bronze, Sportzentrum Frankfurt (Oder)[5]
- 1970: Liebeskutsche, Skulptur, Bronze[6]
- 1972: Der Junge mit der Taube, Skulptur, Bronze, Schwerin
- 1972: Kranich und Flamingo, Skulptur, Bronze, Schwerin (Signatur AMH 1969/2)
- 1972: Mutter mit Kind, Skulptur, Bronze, aufgestellt 1977 in Frankfurt (Oder)[7]
- 1972: Jugend und Sport, Skulptur Bronze Zweitguss in Schwerin Ortsteil Lankow aufgestellt
- 1975: Johannes R. Becher, Büste, Bronze, (vormals) Berbisdorf, Schule[8]
- 1976: Sitzende (auch Ruhende), Skulptur, Bronze, vor der Schelfkirche Schwerin
- 1976: Bärengruppe, Skulptur, Kunststein, Wittenberge u. Schwerin
- 1977: Zicklein, Skulptur, Bronze, aufgestellt 1977 im Botanischen Garten Frankfurt (Oder),[9] ab 2017 im Wildpark Frankfurt (Oder)
- 1979: Die Schwimmenden, Skulptur, Bronze, Schwerin
- 1979: Kranich und Flamingo, Skulptur, Bronze in Rostock, 2010 gestohlen, 2018 gefunden und 2019 wieder aufgestellt[10], 2020 erneut schwer beschädigt (Flamingo abgesägt und gestohlen)
- 1982: Geborgenheit, Skulptur, Sandstein, Bützow[11]
- 1982: Tänzerische Gymnastik, Skulptur, Bronze, Schwerin
- 1984: Erwachen, Skulptur, Sandstein, aufgestellt 1986 in Leipzig-Schönau, Stuttgarter Allee
- 1985: Tektonische Säule, Beton, Schwerin, Berliner Platz auf dem Großen Dreesch

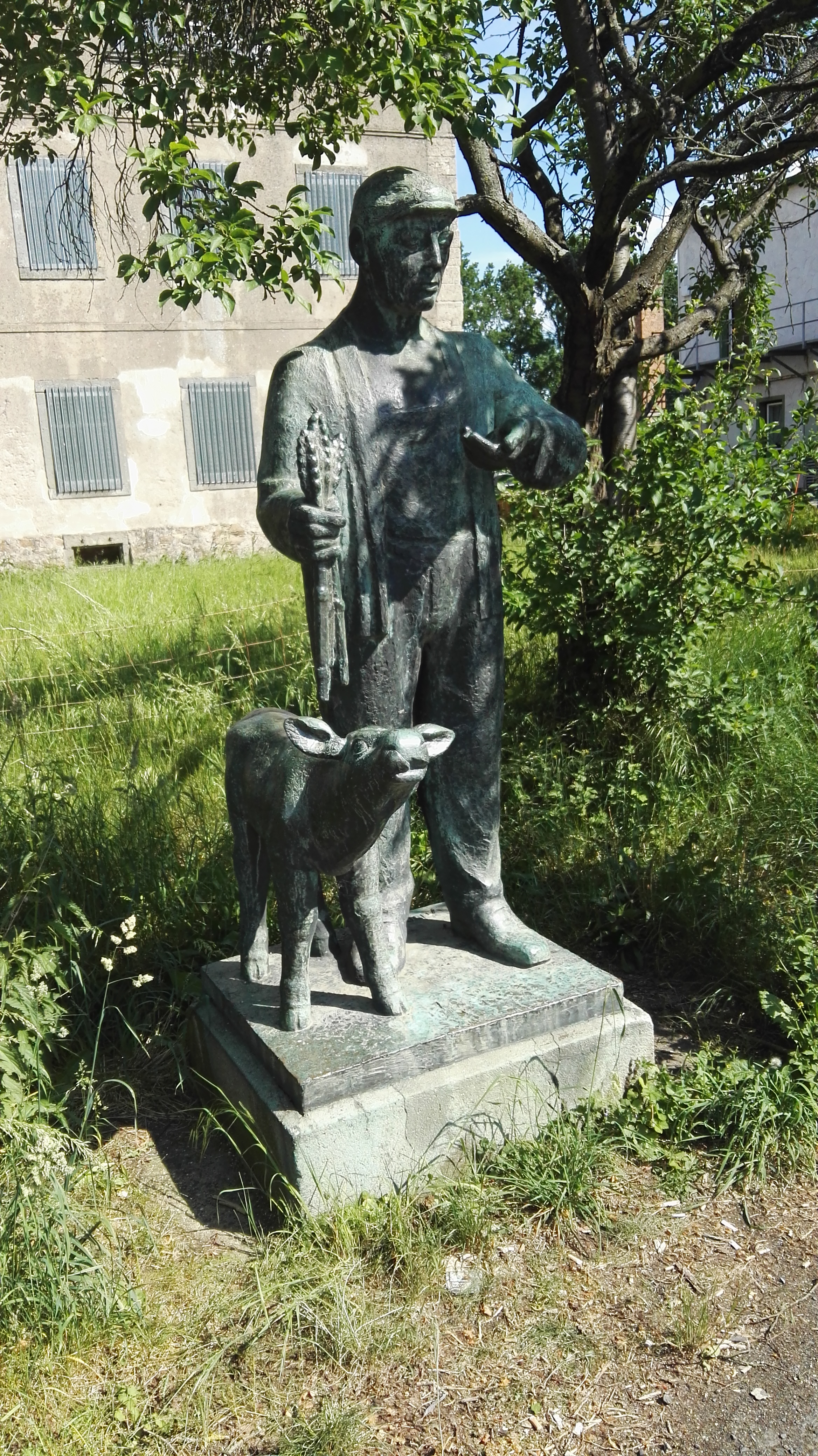
Bauer mit Kalb, Berbisdorf
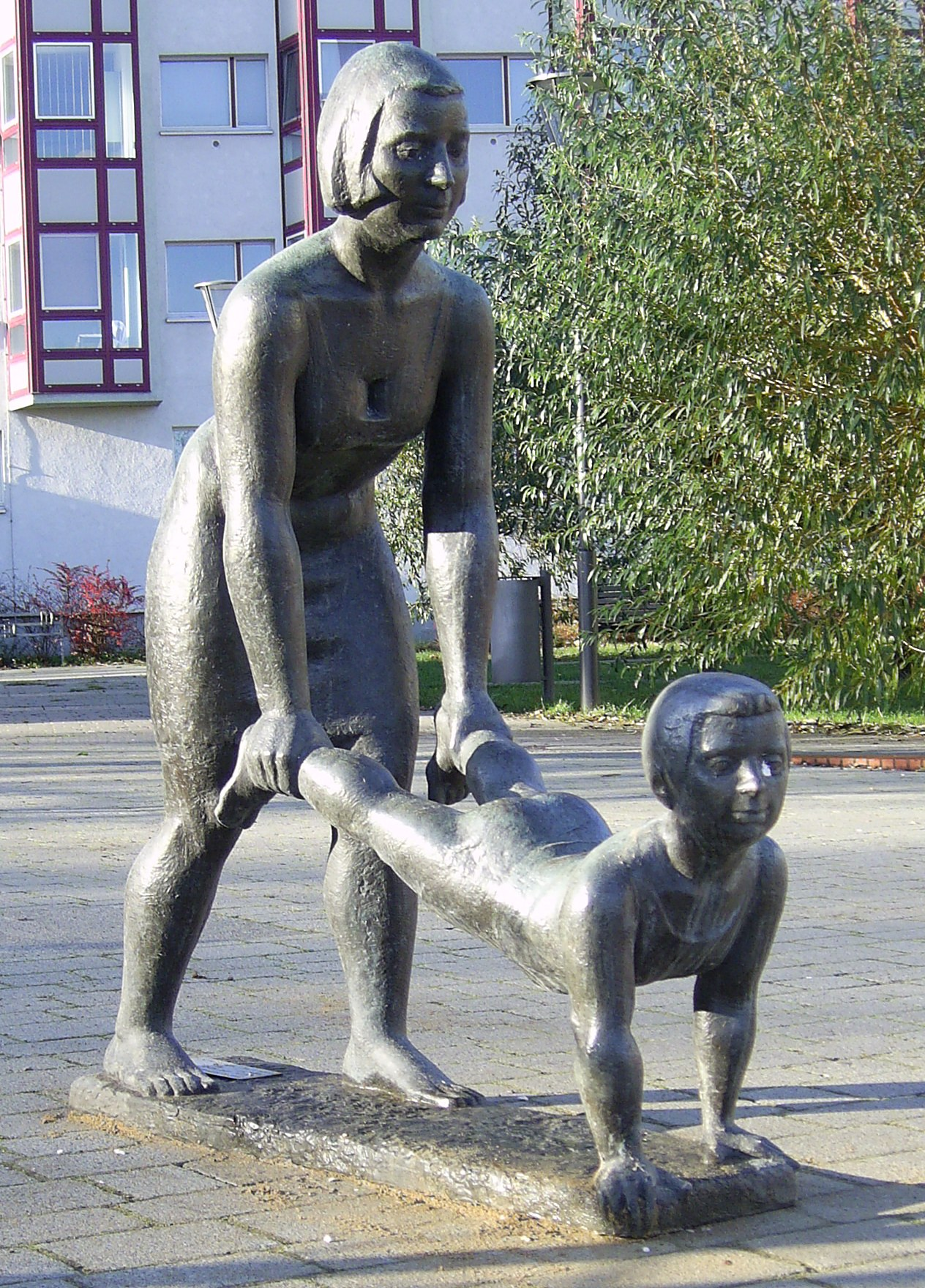
Mutter mit Kind, Frankfurt (Oder)
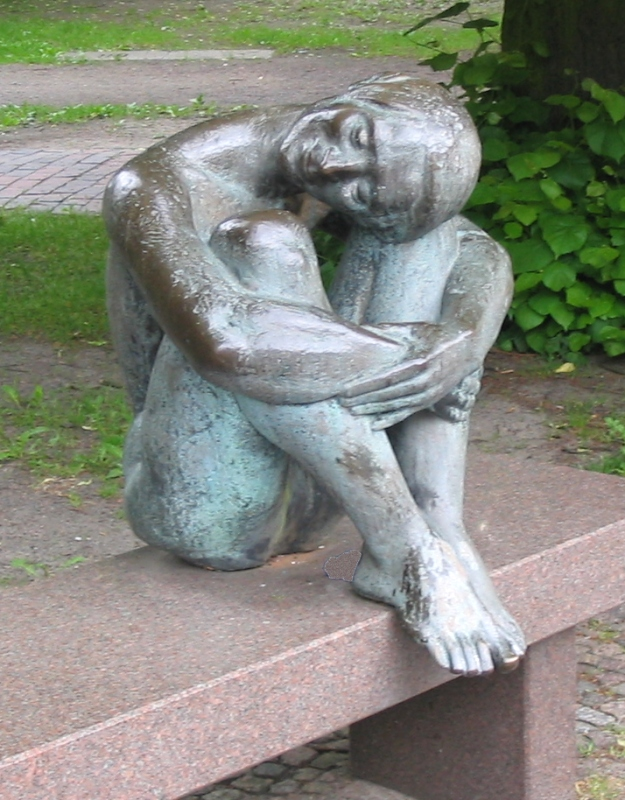
Die Sitzende, Schwerin
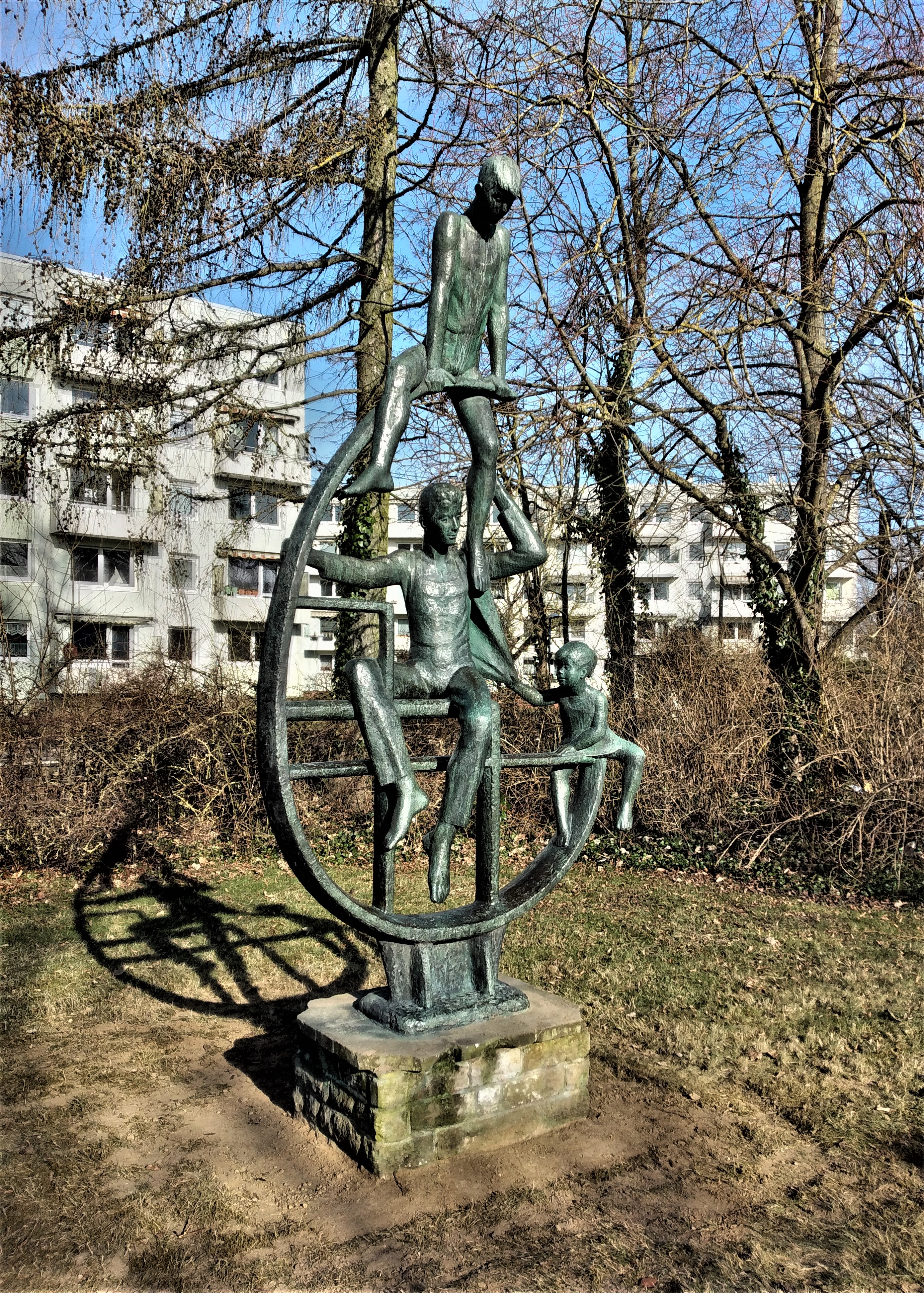
Jugend und Sport
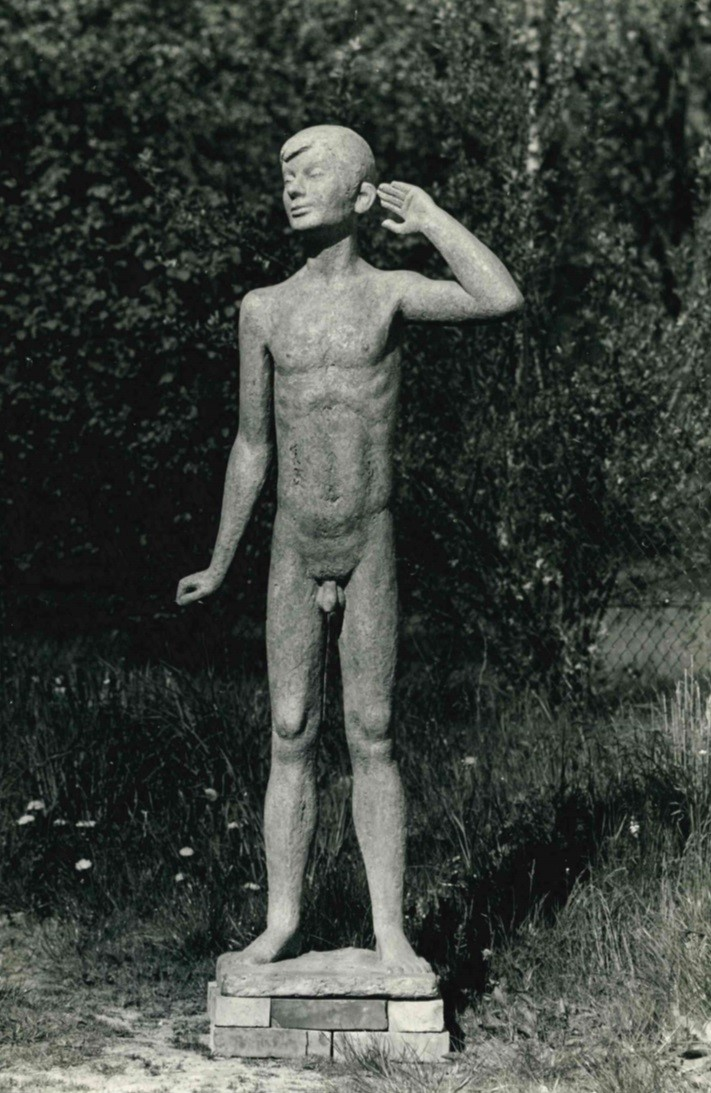
Lauschender Junge
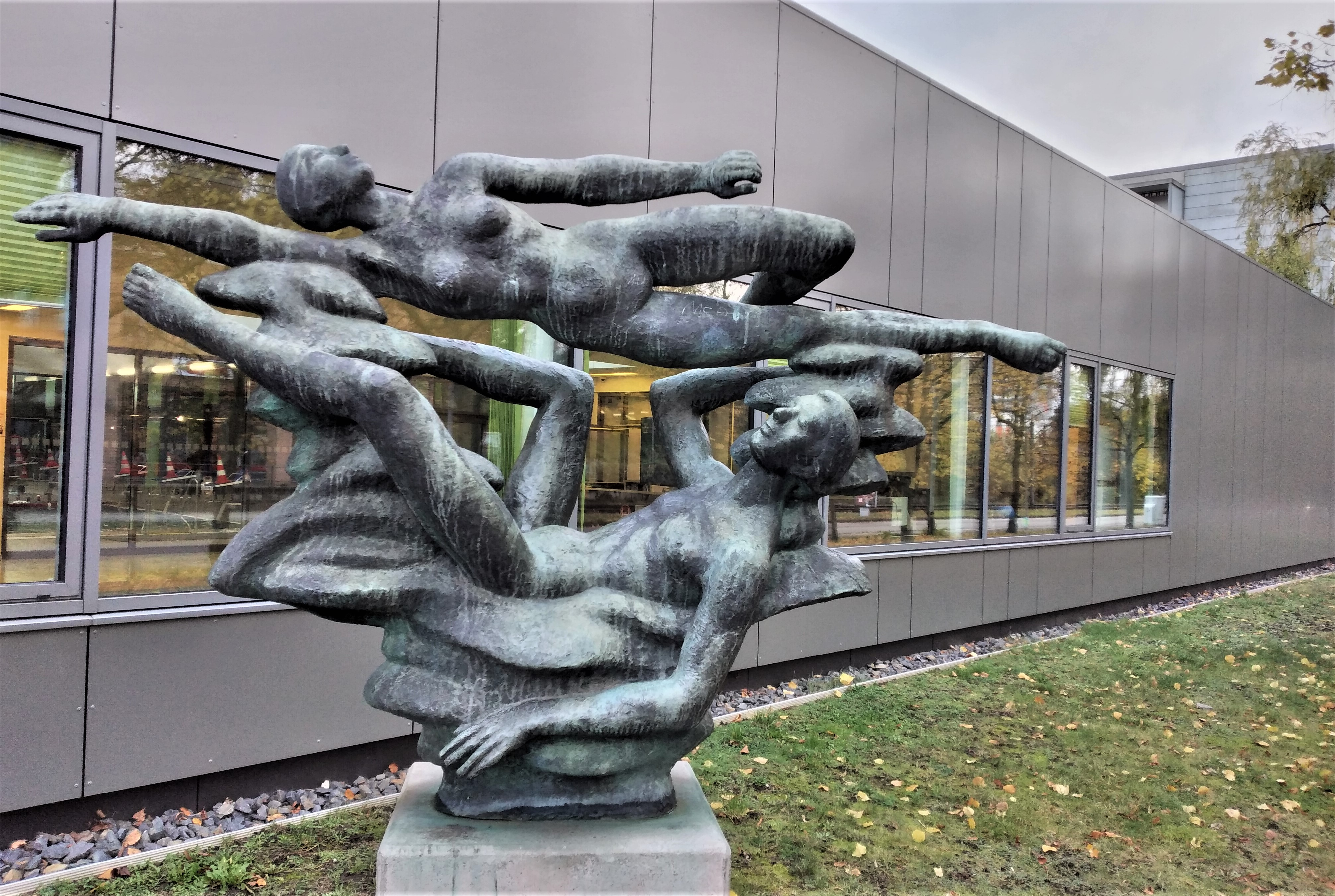
Die Schwimmenden
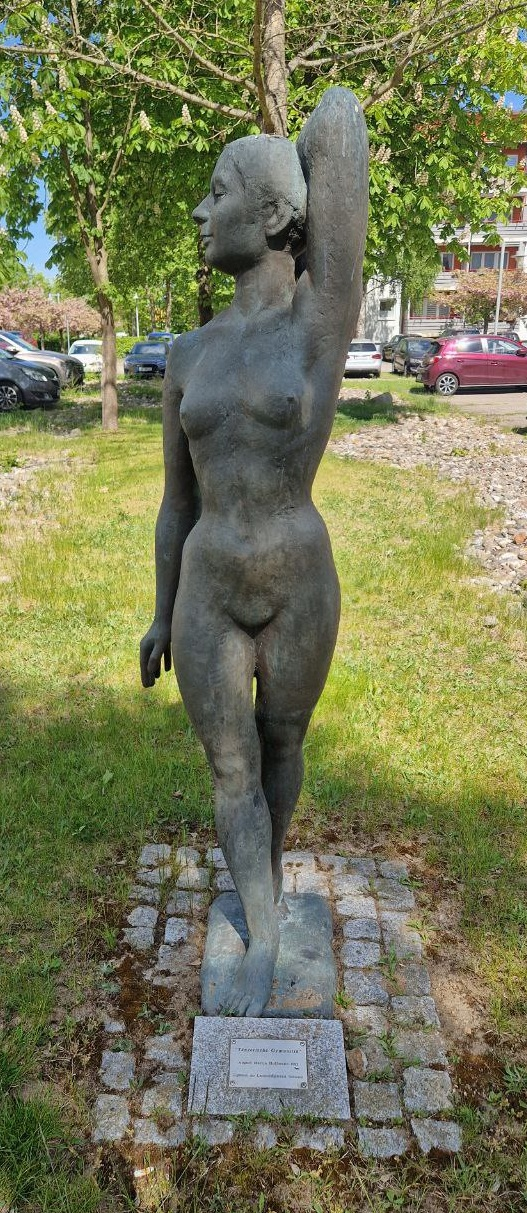
Tänzerische Gymnastik, Schwerin
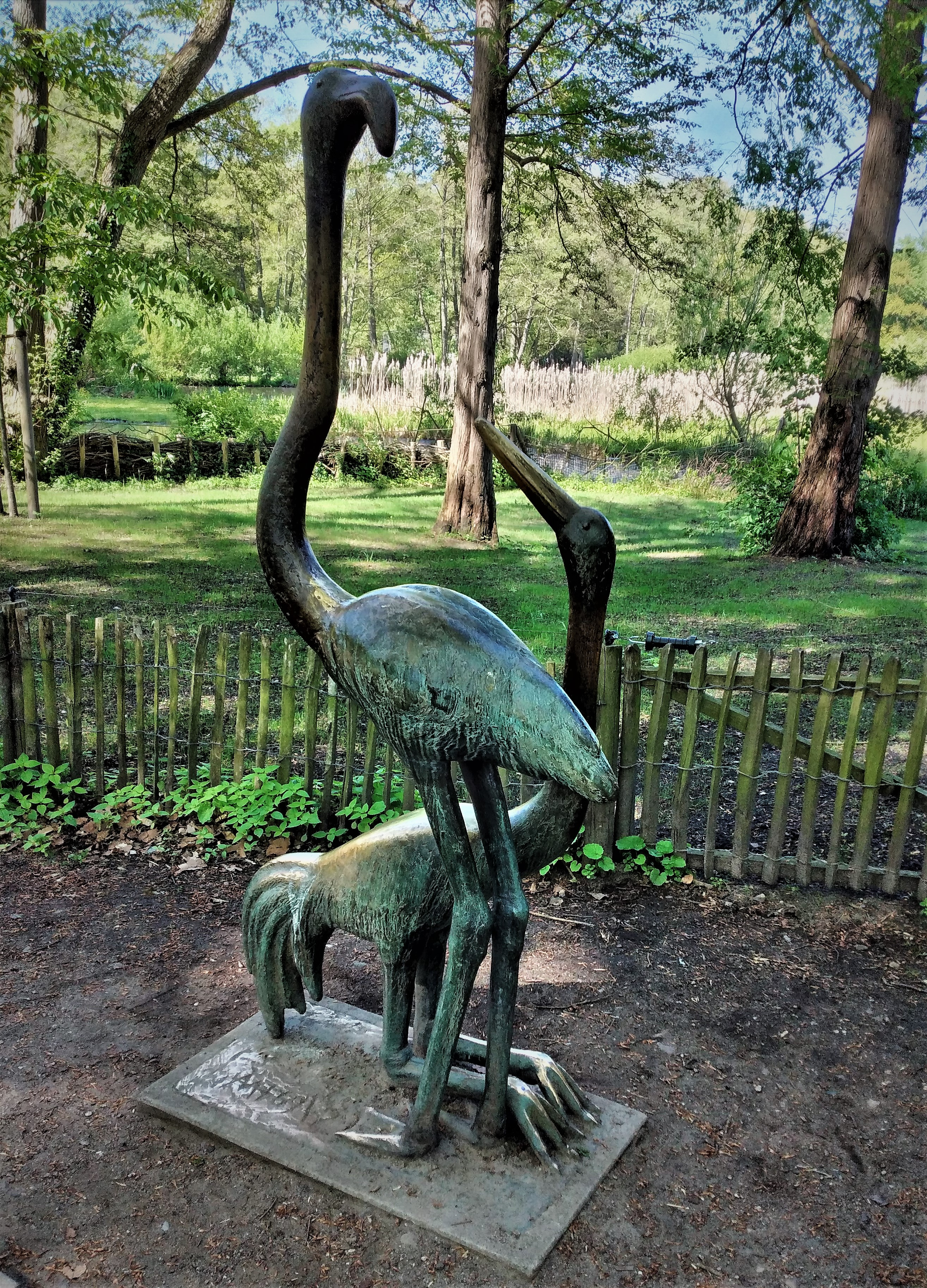
Kranich und Flamingo im Zoo Schwerin
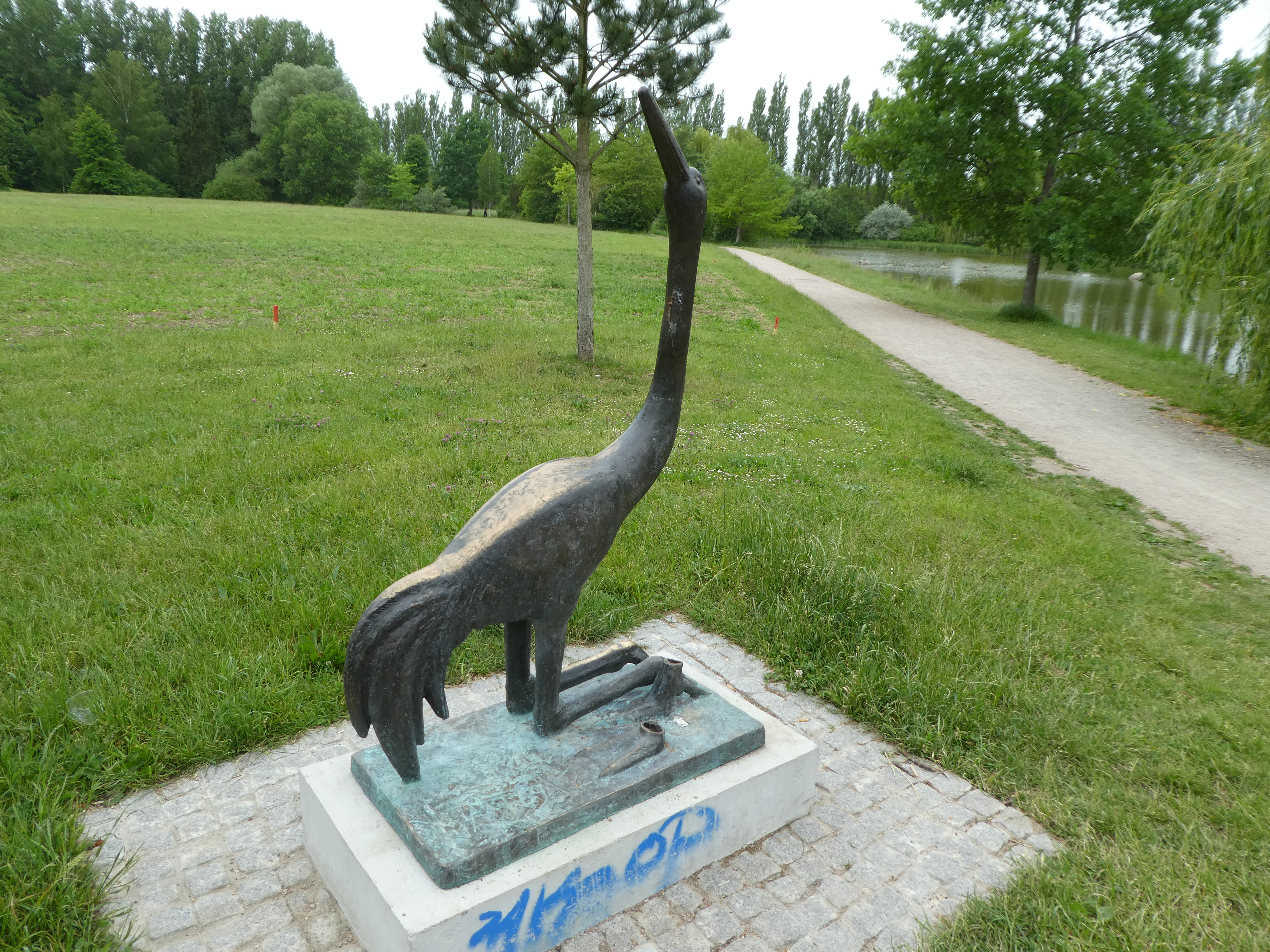
Kranich (Flamingo gestohlenen) Rostock
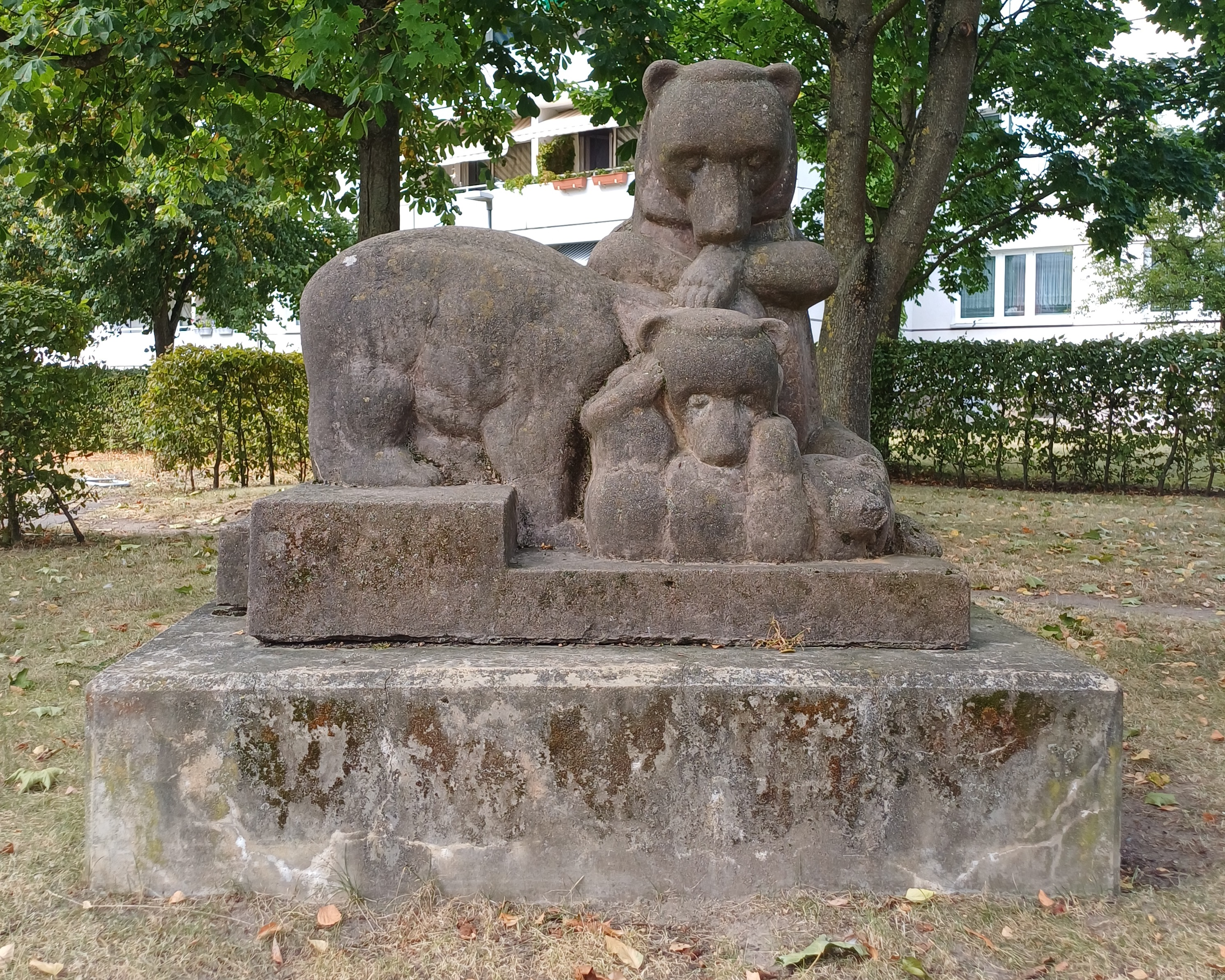
Bärengruppe
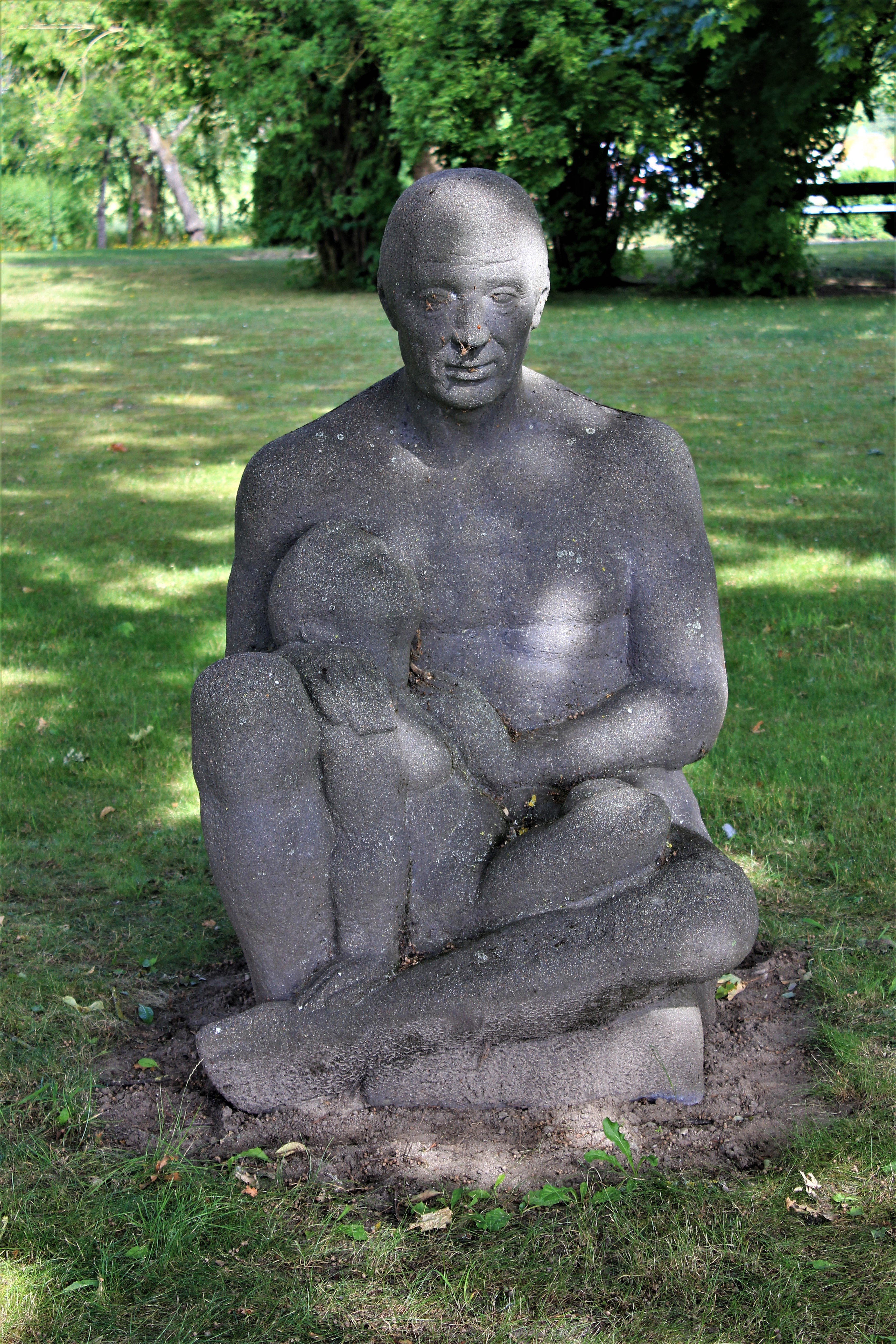
Geborgenheit, Standort Bützow
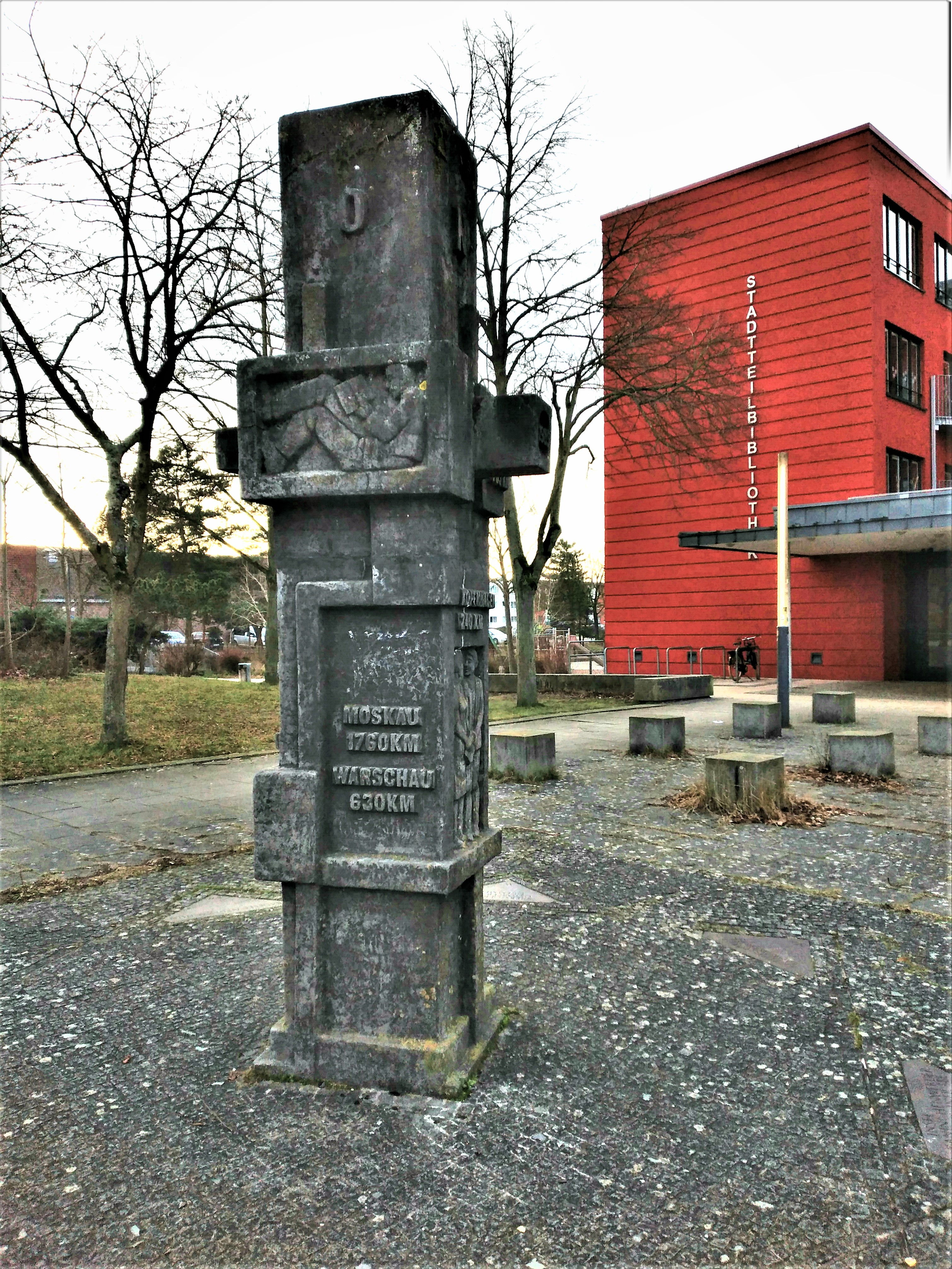
Tektonische Säule, gen. Postsäule

## Baugebundene Kunst

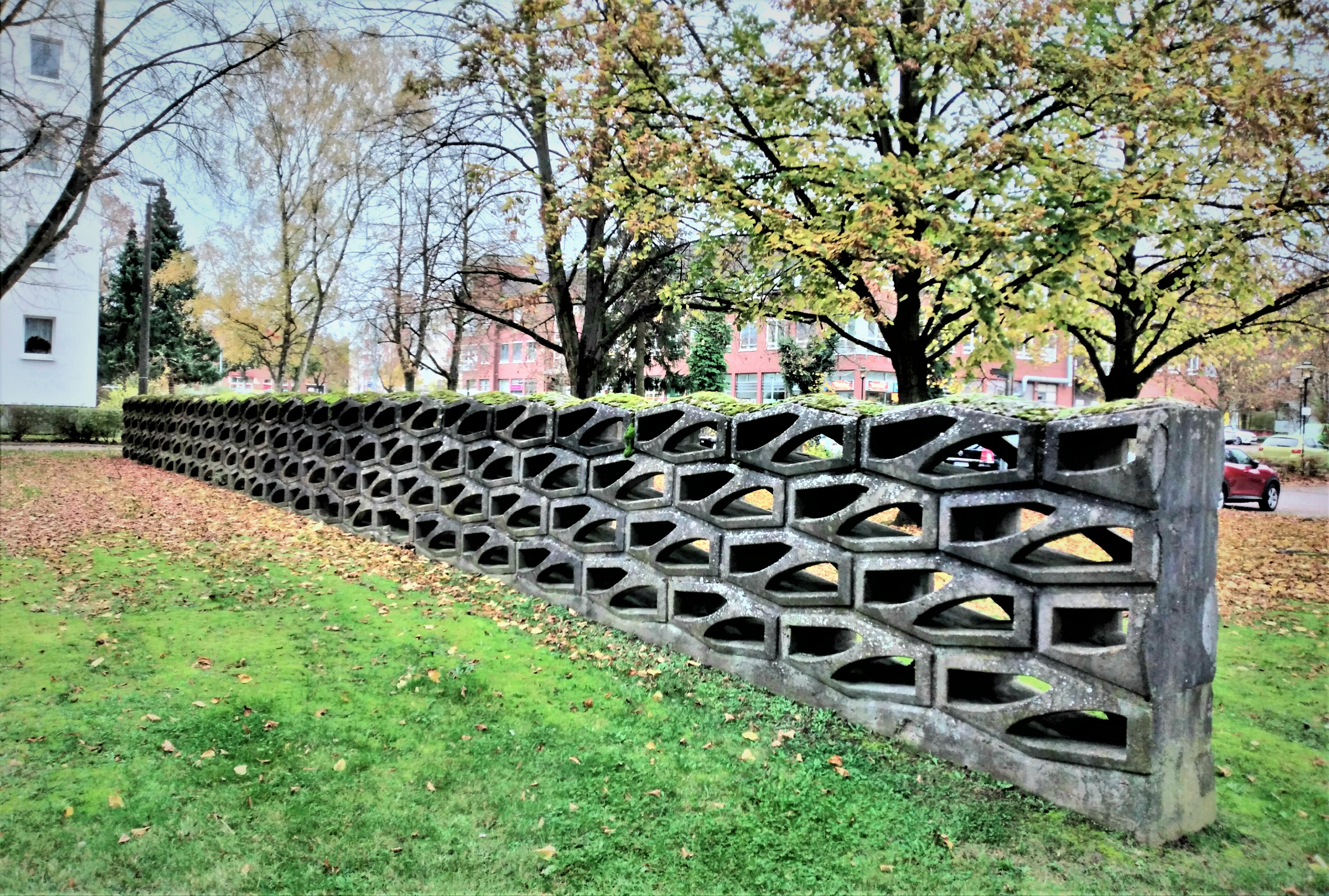
Ziermauer von AMH in Lankow

## Teilnahme an zentralen und regional wichtigen Ausstellungen in der DDR (unvollständig)

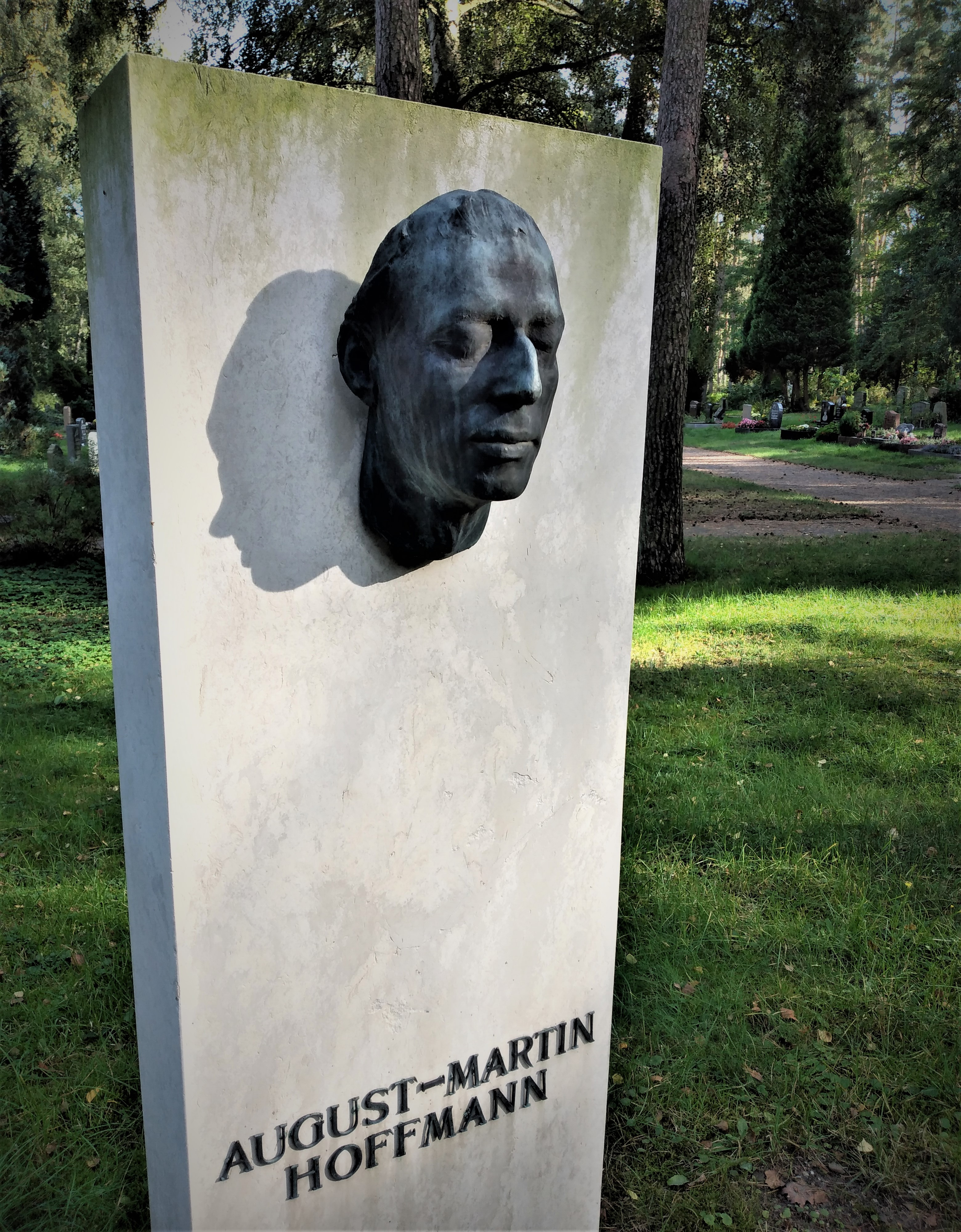
Stele AMH auf dem Waldfriedhof Schwerin

- 1972/1973: Dresden, VII. Kunstausstellung der DDR
- 1972 bis 1985: Schwerin, vier Bezirkskunstausstellungen
- 1976: Karl-Marx-Stadt, Städtische Museen („Jugend und Jugendobjekte im Sozialismus“)
- 1977: Leipzig, Messehaus am Markt („Kunst und Sport“)
- 1982: Berlin, Treptower Park („Plastik und Blumen“)

## Einzelnachweise

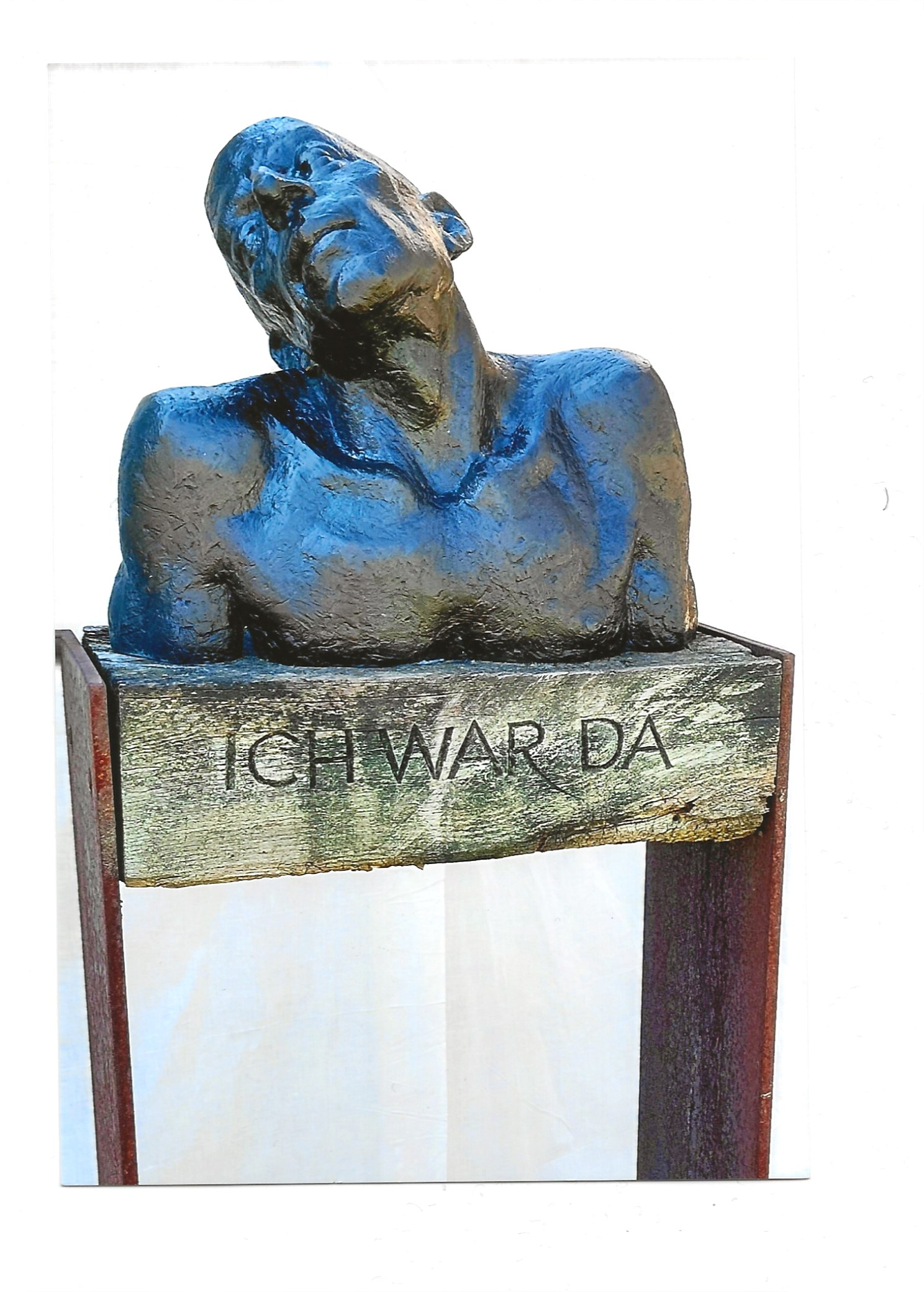
ICH WAR DA, 2024, Hommage zum 100. Geburtstag an AMH von Diplom-Bildhauerin, Designerin Monika Hamann